# Bramy miejskie Paryża

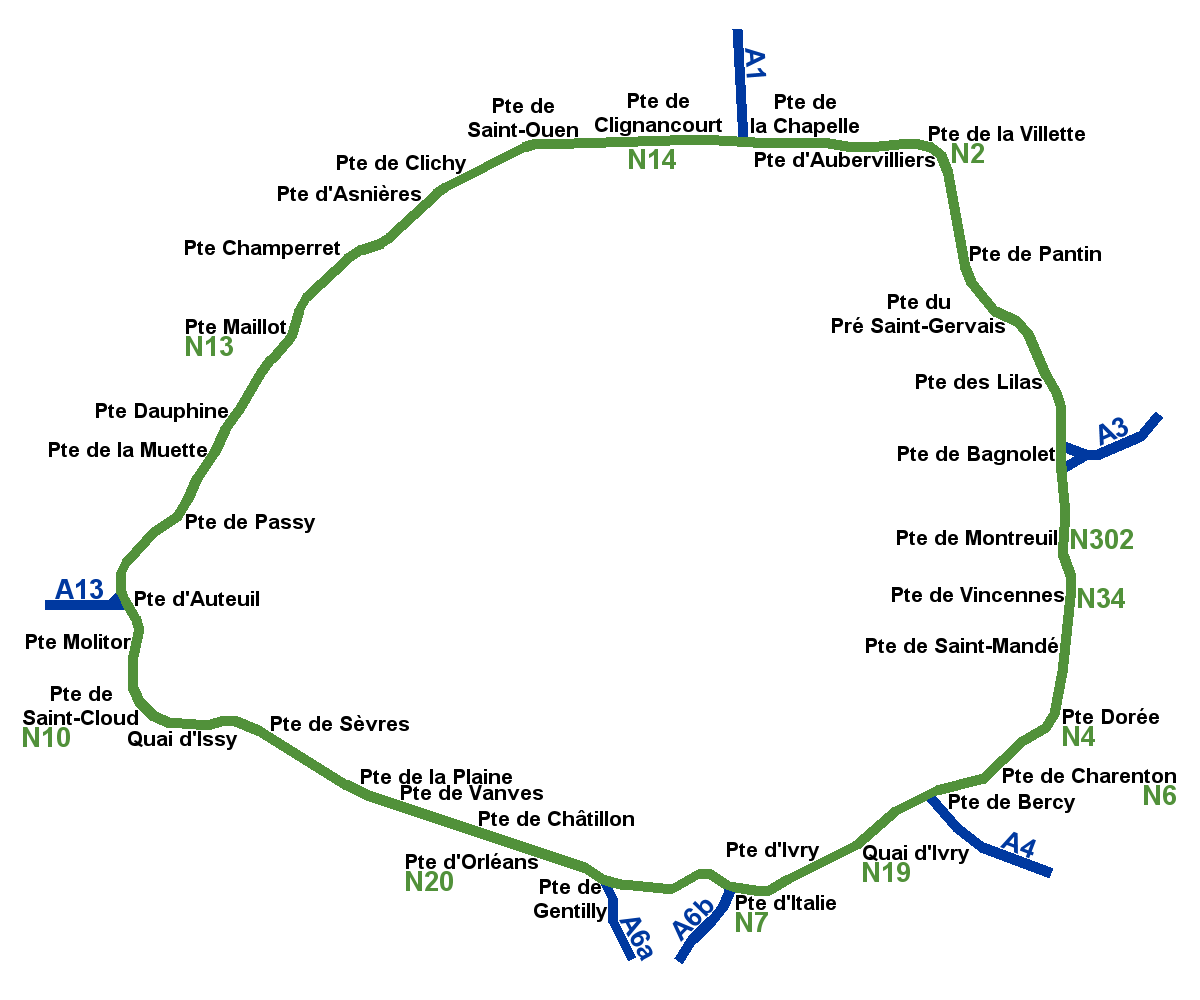
Bulwar Peryferyjny i ważniejsze bramy Paryża

Bramy miejskie Paryża (fr. portes de Paris) – zespół bram w dawnych murach obronnych okalających miasto, wzniesionych w połowie XIX wieku, a zburzonych w latach 20. XX wieku (wał Thiersa). Ich nazwy zachowały się do dziś i używane są w odniesieniu do dróg wjazdowych do miasta przekraczających, przebiegającą wzdłuż dawnych fortyfikacji, obwodnicę zwaną Bulwarem Peryferyjnym (boulevard périphérique).
Część „bram” stanowi węzły drogowe, gdzie możliwy jest wjazd lub zjazd z bulwaru, a na niektórych z nich znajdują się punkty początkowe dróg krajowych i autostrad. Inne mają postać mostów czy tuneli przebiegających nad lub pod obwodnicą.
Paryska agencja urbanistyczna (Atelier parisien d’urbanisme) wyróżnia 56 „bram”, w tym 53 historyczne oraz 3, które zostały tak nazwane już po likwidacji murów miejskich (Quai d’Issy, Quai d’Ivry oraz Porte de Lagny).

## Lista bram
Lista bram ułożonych w kolejności zgodnej z ruchem wskazówek zegara, zaczynając na północnym wschodzie, na granicy dzielnic 18. i 19.
| Nazwa                           | Dzielnica | Węzeł na Bulwarze Peryferyjnym | Informacje dodatkowe                                                                                       |
| ------------------------------- | --------- | ------------------------------ | --- |
| Porte d’Aubervilliers           | 19.       | T                              | punkt startowy drogi N301                                                                                  |
| Porte de la Villette            | 19.       | T                              | punkt startowy drogi N2, stacja metra Porte de la Villette                                                 |
| Porte de Pantin                 | 19.       | T                              | punkt startowy drogi N3, stacja metra Porte de Pantin                                                      |
| Porte Chaumont                  | 19.       | N                              | |
| Porte Brunet                    | 19.       | N                              | stacja metra Danube                                                                                        |
| Porte du Pré-Saint-Gervais      | 19.       | T                              | stacja metra Pré Saint-Gervais                                                                             |
| Porte des Lilas                 | 19., 20.  | T                              | stacja metra Porte des Lilas                                                                               |
| Porte de Ménilmontant           | 20.       | N                              | |
| Porte de Bagnolet               | 20.       | T                              | punkt startowy autostrady A3, stacja metra Porte de Bagnolet                                               |
| Porte de Montreuil              | 20.       | T                              | punkt startowy drogi N302, stacja metra Porte de Montreuil                                                 |
| Porte de Lagny                  | 20.       | N                              | |
| Porte de Vincennes              | 12.       | T                              | punkt startowy drogi N34, stacja metra Porte de Vincennes                                                  |
| Porte de Saint-Mandé            | 12.       | T                              | |
| Porte de Montempoivre           | 12.       | N                              | |
| Porte Dorée                     | 12.       | T                              | stacja metra Porte Dorée                                                                                   |
| Porte de Reuilly                | 12.       | N                              | |
| Porte de Charenton              | 12.       | T                              | punkt startowy drogi N6, stacja metra Porte de Charenton                                                   |
| Porte de Bercy                  | 12.       | T                              | punkt startowy autostrady A4                                                                               |
| Porte de la Gare/Quai d’Ivry    | 13.       | T                              | punkt startowy drogi N19                                                                                   |
| Porte de Vitry                  | 13.       | N                              | |
| Porte d’Ivry                    | 13.       | T                              | stacja metra Porte d’Ivry                                                                                  |
| Porte de Choisy                 | 13.       | N                              | punkt startowy drogi N305, stacja metra Porte de Choisy                                                    |
| Porte d’Italie                  | 13.       | T                              | punkt startowy autostrady A6b i drogi N7, stacja metra Porte d’Italie                                      |
| Poterne des Peupliers           | 13.       | N                              | |
| Porte de Gentilly               | 14.       | T                              | stacja RER Cité universitaire                                                                              |
| Porte d’Arcueil                 | 14.       | N                              | |
| Porte d’Orléans                 | 14.       | T                              | punkt startowy autostrady A6a i drogi N20, stacja metra Porte d’Orléans                                    |
| Porte de Montrouge              | 14.       | N                              | |
| Porte de Châtillon              | 14.       | T                              | |
| Porte Didot                     | 14.       | N                              | |
| Porte de Vanves                 | 14.       | T                              | stacja metra Porte de Vanves                                                                               |
| Porte de Brancion               | 15.       | T                              | |
| Porte de Plaisance              | 15.       | N                              | |
| Porte de la Plaine              | 15.       | T                              | |
| Porte de Versailles             | 15.       | N                              | stacja metra Porte de Versailles                                                                           |
| Porte d’Issy                    | 15.       | N                              | |
| Porte de Sèvres                 | 15.       | T                              | stacja metra Balard                                                                                        |
| Porte du Bas-Meudon/Quai d’Issy | 15.       | T                              | stacja RER Pont du Garigliano                                                                              |
| Porte du Point-du-Jour          | 16.       | N                              | |
| Porte de Saint-Cloud            | 16.       | T                              | punkt startowy drogi N10, stacja metra Porte de Saint-Cloud                                                |
| Porte Molitor                   | 16.       | T                              | |
| Porte d’Auteuil                 | 16.       | T                              | punkt startowy autostrady A13, stacja metra Porte d’Auteuil                                                |
| Porte de Passy                  | 16.       | T                              | stacja metra Ranelagh                                                                                      |
| Porte de la Muette              | 16.       | T                              | stacja metra La Muette i stacja RER Avenue Henri Martin                                                    |
| Porte Dauphine                  | 16.       | T                              | stacja metra Porte Dauphine i stacja RER Avenue Foch                                                       |
| Porte Maillot                   | 16.       | T                              | punkt startowy autostrady A14 i drogi N13, stacja metra Porte Maillot i stacja RER Neuilly – Porte Maillot |
| Porte des Ternes                | 17.       | N                              | |
| Porte de Villiers               | 17.       | N                              | |
| Porte de Champerret             | 17.       | T                              | stacja metra Porte de Champerret i stacja RER Pereire - Levallois                                          |
| Porte de Courcelles             | 17.       | N                              | |
| Porte d’Asnières                | 17.       | T                              | |
| Porte de Clichy                 | 17.       | T                              | stacja metra Porte de Clichy i stacja RER Porte de Clichy                                                  |
| Porte Pouchet                   | 17.       | N                              | |
| Porte de Saint-Ouen             | 18.       | T                              | stacja metra Porte de Saint-Ouen                                                                           |
| Porte de Montmartre             | 18.       | N                              | |
| Porte de Clignancourt           | 18.       | T                              | punkt startowy drogi N14, stacja metra Porte de Clignancourt                                               |
| Porte des Poissonniers          | 18.       | N                              | |
| Porte de la Chapelle            | 18.       | T                              | punkt startowy autostrady A1 i drogi N1, stacja metra Porte de la Chapelle                                 |